# Carex fissuricola
Carex fissuricola är en halvgräsart som beskrevs av Kenneth Kent Mackenzie. Carex fissuricola ingår i släktet starrar, och familjen halvgräs. Inga underarter finns listade i Catalogue of Life.